# جيمس هيرندون
جيمس هيرندون (بالإنجليزية: James Herndon)‏ هو عالم نفس أمريكي، ولد في 16 مايو 1952 في أوكلاهوما سيتي في الولايات المتحدة.